# ارتورو سگادو
ارتورو سگادو (انگلیسی: Arturo Segado؛ زادهٔ ۱۷ آوریل ۱۹۹۷) بازیکن فوتبال اهل اسپانیا است.
از باشگاه‌هایی که در آن بازی کرده‌است می‌توان به باشگاه فوتبال مالاگا اشاره کرد.